# كورالي كليمنت
كورالي كليمنت (بالفرنسية: Coralie Clément)‏ هي مغنية فرنسية، ولدت في 1 سبتمبر 1978 في وييوفرانش سور سئون في فرنسا.

## وصلات خارجية
- الموقع الرسمي
- كورالي كليمنت على موقع IMDb (الإنجليزية)
- كورالي كليمنت على موقع ميوزك برينز (الإنجليزية)
- كورالي كليمنت على موقع ديسكوغز (الإنجليزية)